# Aristida leptura
Aristida leptura är en gräsart som beskrevs av Thomas Arthur Cope. Aristida leptura ingår i släktet Aristida och familjen gräs. Inga underarter finns listade i Catalogue of Life.